# Punch Club 2: Fast Forward
Punch Club 2: Fast Forward — компьютерная игра в жанре спортивного симулятора, созданная студией Lazy Bear Games и изданная tinyBuild в 2023 году. Является сиквелом вышедшей в 2016 году Punch Club.
Игра вдохновлена боевиками 80-х и 90-х, а так же другими произведениями того времени, на что в игре имеется множество отсылок.
Выход состоялся на платформы Windows, iOS, PlayStation, Xbox и Nintendo Switch.

## Игровой процесс
Игроку представлена возможность развивать свои характеристики (Силы, Ловкости и Выносливости) на специальных тренажерах, зарабатывать деньги, выполнять побочные задания и участвовать в турнирах.
Развитие навыков открывает новые боевые приемы, которые способствуют победе в боях, которые идут по нарастающей сложности на протяжении игры. Отдельная ветка прокачки открывается благодаря просмотру на кассетах старых боевиков.

## Сюжет
У главного героя — молодого парня, который 20 лет жил в гараже у матери и не покидал его, сломался аппарат бесперебойной выдачи еды, и ему предстоит впервые выйти в город.
С момента первой игры, мир существенно изменился. Теперь это неоновый киберпанк город, в котором правит коррупция и «Корпорация Добра». Выйдя на улицу, он узнает, что его отца (героя приквела) не убили, а тот просто пропал когда отправился на последний турнир. Парень обращается к своему соседу, Генри, который покупает ему еду в магазине и они вместе смотрят старые боевики.
Попадая в полицейский участок он узнает: чтобы получить информацию о своем отце, необходимо стать полицейским и попасть в архивы элитного «верхнего города». Тут же ему выдают чип социального рейтинга. Набирать рейтинг в этом городе можно следуя «Законам кулака», иначе говоря — побеждать в боях на турнирах, первый из которых проходит в зале Сильвера.

## Восприятие
| Русскоязычные издания | Русскоязычные издания |
| Издание               | Оценка                |
| --------------------- | --------------------- |
| StopGame.ru           | «Похвально»           |

На релизе игра была тепло встречена игроками, получив 87 % положительных отзывов игроков на платформе Steam.
Издание StopGame оценило игру как «Похвально», положительно отметив интересный сюжет, красивую (в рамках стиля) графику, хороший юмор и уникальных персонажей и негативно постоянный «гринд» и искусственно завышенную сложность.